# Jamata no Orocsi
Jamata no Orocsi (八岐の大蛇) vagy Orocsi egy legendás nyolcfejű és nyolcfarkú japán sárkány volt, amivel a Sintó viharisten, Szuszanoo végzett.
Az Orocsi Szentély, egy kis szentély ami része az Iwacubo Szentélynek Oku Izumoban, Jamata-no-Orocsi farkának egy darabját őrzi.

## Mitológia
A Jamata no Orocsi legendát eredetileg két ősi iratban a Japán mitológiáról és történelemről jegyezték fel. A Kr. u. 680 körüli Kodzsiki-ben és a Kr. u. 720 körüli Nihongi-ban. Az Orocsi mítosz mindkét verziójában Szuszanoo vagy Szusza-no-Ó száműzésre kerül a mennyekből amiért becsapta a testvérét, Amaterasut a nap istennőt.
Száműzése után, Szuszanoo találkozik két "földi istenséggel" (國神, kunicukami) az Izumo megyei Hi folyó forrása közelében (簸川), amit most Hii folyónak hívnak. Sírtak mivel kénytelenek voltak az Orocsinak adni egyik lányukat minden évben hét éven át, és most kell a nyolcadikat, Kusi-inada-himét (櫛名田比売 "fésű/bámulatos rizsföld hercegnő", akit Szuszanoo egy kusivá 櫛 vagyis fésűvé változtat, hogy elrejtse). A Kodzsiki a következő verziót írja le:
Tehát, száműzve, [Ő-Gyors-Heves-Férfi-Urasága] leereszkedett egy helyre, amit úgy [neveztek] Tori-kami a Hi folyó forrásánál Idzumo földjén. Ekkor pár evőpálcika úszott le a folyamban. Így hát Ő-Gyors-Heves-Férfi-Urasága, gondolván emberek lehetnek a folyó forrásánál, elindult folyásiránnyal szemben őket kutatva, amikor rátalált egy öregemberre és egy öregasszonyra, --kettejükre,-- közöttük egy fiatal lány, és sírtak. Eztán megméltatta kérdezni őket: "Kik vagytok?" És az öregember válaszolt, mondván: "Én a földi istenség vagyok, a Hegy-birtokló istenség gyermeke. Úgy hívnak hogy a Láb-Simogató-Öreg, a feleségemet pedig úgy hogy a Kéz-Simogató-Öreg, és a lányomat úgy hogy Bámulatos-Inada-Hercegnő." Megint kérdezett: Mi a sírásotok oka?" [Az öregember válaszolt] mondván: "Eredetileg nyolc fiatal lányom volt. De a Koshi nyolcfejű kígyója minden évben eljött és bekebelezett [egyet], és most van itt az ideje hogy eljöjjön, ezért sírunk." Aztán megkérdezte: "Milyen az alakja?" [Az öregember] válaszolt, mondván: "A szemei mint az akahagachi(téli cseresznye), egy teste van nyolc fejjel és nyolc farokkal. Ráadásul a testén moha nő, és hamisciprus (Chamaecyparis) és japánciprusok (Cryptomeria). Hossza túl tesz nyolc völgyön és nyolc dombon, és ha valaki a hasára néz, az mindig teljesen véres és gyulladt." Ekkor Ő-Gyors-Heves-Férfi-Urasága ezt mondta az öregembernek: "Ha ez a te lányod, felajánlod őt nekem?" Válaszolt, mondván: "Tisztelettel, de nem tudom uraságod nevét." Ekkor válaszolt, mondván: "Bátya vagyok a Mennyeket-Beragyogó-Nagy-Úri-Istenségnek. Így hát most leszálltam a mennyekből." Ekkor az istenségek Láb-Simogató-Öreg és Kéz-Simogató-Öreg szóltak: "Ha ez igaz, tisztelettel felajánljuk [őt neked]." Így Ő-Gyors-Heves-Férfi-Urasága, azonnal elvéve és átváltoztatva a fiatal lányt egy számtalan és szűk fogazatú fésűvé amit az ő úri hajába tett, szólt az istenségekhez Láb-Simogató-Öreghez és Kéz-Simogató-Öreghez: "Pároljatok egy nyolcszorosan tisztított szeszes italt. Ezután csináljatok egy kerek kerítést, abban a kerítésben nyolc kaput, mindegyik kapunál kössetek [össze] nyolc emelvényt, mindegyik emelvényre tegyetek egy szeszes edényt, és mindegyik edénybe öntsetek a nyolcszorosan tisztított szeszes italból aztán várjatok." így hát ahogy vártak miután mindent az utasításai szerint előkészítettek mindent, a nyolc-ágú kígyó tényleg eljött ahogy [az öreg ember] mondta, és azonnal belemártotta a fejeit mindegyik edénybe, és megitta a szeszes italt. Ennek következtében lerészegedett, és mindegyik [feje] lefeküdt és elaludt. Ezután Ő-Gyors-Heves-Férfi-Urassága előhúzta a tíz markolatú pengét, ami urasan fel volt kötve neki, és darabokra vágta a kígyót, hogy aztán a Hi folyó egy vér folyóvá változott. Így amikor levágta a középső farkát, urasági kardjának éle eltört. Aztán, furcsállva ezt, bele hasított és kettévágta [a húst] urasági pengéjének hegyével és nézte, és ott volt egy nagyszerű kard [belül]. Így hát kivette a nagyszerű kardot, és, furcsának gondolván, tiszteletteljesen tájékoztatta a Mennyeket-Beragyogó-Nagy-Uri-Istenséget. Ez a Növény-Nyugtató Nagy Kard. 
Összehasonlításként, a Nihongi leírása Jamata no Orocsi-ról így szól (tr. Aston 1896:1:52-53): "Egy nyolc felé ágazó feje és egy nyolc felé ágazó farka volt; szemei pirosak voltak, mint a téli-cseresznye; és a hátán fenyők és ciprusok nőttek. Ahogy siklott túlért nyolc dombon és nyolc völgyön."
Ez a legendás kard, a Kuszanagi-no-Curugi, együtt a Jata no Kagami tükörrel és a Jasakani no Magatama ékszerrel vagy gömbbel, japán három szent Császári jelvények.

## Etimológia
A japán név orocsi 大蛇 a régi Japán woröti szóból ered (egy egyszerű o- a wo--ból alakítással,), de az etimológiája rejtélyes. Az ősi orocsi olvasaton kívül, a kandzsit 大蛇 általánosan úgy ejtik daidzsa "nagy kígyó".

## Kultúrában
- Orocsi megjelenik az 1959-es Japán filmben Japán születése(Nippon tanjó). Ez az első olyan mű amiben Orocsinak több elemi erő van birtokában , amit az egyéni fejeinek tulajdonítanak.
- Orocsi megjelenik az 1963-as animált filmben (Wanpaku Ódzsi no Orocsi Tájdzsi).
- Orocsi mítosza fontos szerepet játszik Hirosi Yamamoto szerző 2007-es novellájában, az MM9-ben.
- A Kannadzuki no Mikoban, Orocsi egy gonosz isten neve akinek nyolc különböző ember jelképezi különböző fejeit.
- Orocsira utal a Naruto anime egyik karakterének, Orocsimaru-nak a neve is. Ez a kapcsolat még inkább kibontakozik amikor Orocsimaru-t (aki egy 8 fejű és 8 farkú kígyóvá alakul) legyőzi Itacsi Ucsiha Szuszanoo nevű technikát használva.
- Orocsi szerepel a 2011-es "A millennium sárkány legendája" című anime filmben (Onigamiden).
- Az Okami videójátékban, ami ősi japán mitológián alapul, Orocsi az egyik főellenség.
- Orocsi megjelenik aWarriors Orochicímű játéksorozatban emberi alakban mint a főellenség.
- A Digimon Xros Wars-ban van egy digimon amit Orocsimon-nak hívnak és egy nyolc fejű és nyolc farkú kígyóként ábrázolják.
- Orocsi megjelenik az 1994-es filmben, Jamato Takeru (Orocsi, A Nyolc Fejű Sárkány).
- A Golden Sun: The Lost Age játékban, Orocsi neve nem jön elő, de az egyik szörny utal a legendára. Egy Kushinada nevű lányt fel akarnak áldozni a kígyónak. Hogy megmentse őt, Susa megeteti "dragonsbane"-nel (szakéval a japán verzióban), és levágja a szörnyet a Cloud Brand nevű karddal, amit aztán elrejt a kígyó farka alatt, hogy a játékos később megszerezhesse.

## Fordítás
Ez a szócikk részben vagy egészben  a   Yamata no Orochi című angol Wikipédia-szócikk ezen változatának fordításán alapul.  Az eredeti cikk szerkesztőit annak laptörténete sorolja fel. Ez a jelzés csupán a megfogalmazás eredetét és a szerzői jogokat jelzi, nem szolgál a cikkben szereplő információk forrásmegjelöléseként.